# Plautella
Plautella is een geslacht van vlinders uit de familie van de Lycaenidae, de kleine pages, vuurvlinders en blauwtjes. De wetenschappelijke naam en de beschrijving van dit geslacht zijn voor het eerst gepubliceerd in 1983 door John Nevill Eliot en Akito Kawazoé.
Dit geslacht is monotypisch, dat wil zeggen dat het maar één soort heeft namelijk Plautella cossaea (de Nicéville, 1895).